# Усть-Таловка (Росія)
Усть-Та́ловка (рос. Усть-Таловка) — село у складі Кур'їнського району Алтайського краю, Росія. Адміністративний центр Усть-Таловської сільської ради.

## Населення
Населення — 964 особи (2010; 1061 у 2002).
Національний склад (станом на 2002 рік):
- росіяни — 95 %